# Haploa reversa
Haploa reversa là một loài bướm đêm thuộc phân họ Arctiinae, họ Erebidae.